# Jean Henri Dunant
Jean Henri Dunant (Ginebra, Suïssa, 8 de maig de 1828 - Heiden, 30 d'octubre de 1910) fou un home de negocis suís que portà a terme diferents iniciatives humanitàries. L'any 1901 va rebre el Premi Nobel de la Pau, juntament amb Frédéric Passy, per la seva contribució a la creació del Comitè Internacional de la Creu Roja i per iniciar la Convenció de Ginebra (1864).
La seva font d'inspiració per ambdues iniciatives humanitàries fou la batalla de Solferino, a Itàlia, el 1859.

## Els primers anys
Va néixer el 8 de maig de 1828 a la ciutat de Ginebra, fill de Jean-Jacques Dunant, un home de negocis, i de Antoinette Dunant-Colladon. La família fou molt devota al calvinisme i va tenir una influència significativa en la societat ginebrina. Els seus pares li van inculcar el valor del treball social. El seu pare ajudava els orfes i els presos en llibertat condicional. La seva mare treballava amb gent malalta i pobre. Una visita a Toló va tenir molta influència sobre Dunant, en veure el patiment dels reclusos.
Als divuit anys es va associar a la Societat de Ginebra per les Ànimes. L'any següent va fundar l'Associació Dijous ('Thursday Association'), un grup de joves estudiosos de la Bíblia i amb voluntat d'ajudar els pobres i els presoners. El 1852 va fundar la branca ginebrina de la Young Men's Christian Association (o Associació Cristiana d'Homes Joves).
Als vint-i-quatre anys va abandonar el Collège Calvin per baixes qualificacions, i va començar a treballar a una empresa de bescanvi de diners, la Lullin und Sautter.

## Algèria
El 1853 va visitar Algèria, Tunísia i Sicília, com a membre de les colònies de Setif (Compagnie genevoise des Colonies de Sétif). Va publicar les seves impressions el 1858 al llibre Notice sur la Régence de Tunis (Full sobre la regència de Tunísia).
El 1866, quan encara Algèria estava ocupada per França, va crear una companyia industrial i financera especialitzada en el blat de moro, la Société financière et industrielle des Moulins des Mons-Djémila. Però davant de l'escassa col·laboració de les autoritats colonials a l'hora d'assignar les terres i l'aigua, Dunant va decidir dirigir-se directament a l'emperador de França, Napoleó III. L'emperador es trobava al regne de Sardenya lluitant contra Àustria, què havia ocupat molt del territori del que avui dia és Itàlia. El quarter general de Napoleó estava situat a una petita ciutat, Solferino, i cap allà va anar Dunant en veure que no rebia resposta.

## La batalla de Solferino
El 1859 Dunant va arribar a Solferino, tot just acabada una cruenta batalla que va deixar 38.000 víctimes entre ferits i morts. Els ferits que romanien al camp de batalla rebien poca o nul·la atenció. Dunant va prendre la iniciativa i va organitzar la població civil, especialment dones i noies, per assistir els soldats malferits. Davant la manca de material, va organitzar l'abastiment dels recursos i fins i tot va aconseguir l'alliberament de metges austríacs capturats pels francesos. El lema era Tutti fratelli (Tots som germans).

## La Creu Roja

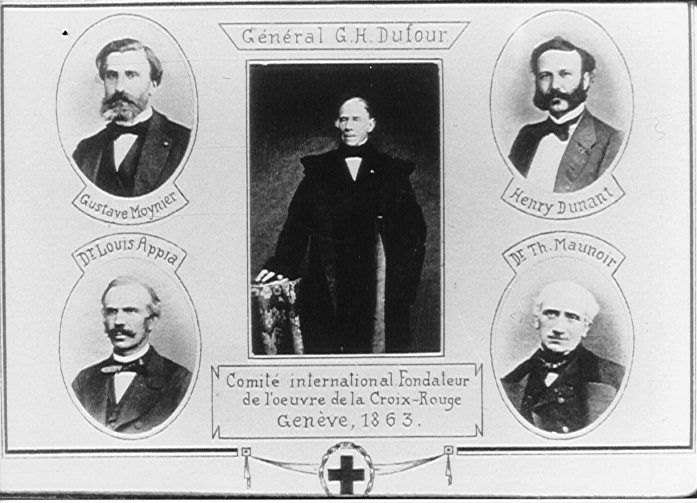
Els fundadors del Comitè Internacional de la Creu Roja.

En tornar a Ginebra, Dunant va escriure la seva experiència a Solferino al llibre que porta per títol Un Souvenir de Solferino. Imprés el 1862 amb els seus propis diners, hi va descriure la batalla, el seu cost, i els caòtics esdeveniments posteriors. També hi va desenvolupar la idea de la necessitat de crear una organització neutral que proveís l'atenció necessària als soldats malferits. El llibre el va distribuir a molts dels líders polítics i militars d'Europa.
Dunant també va començar a viatjar per Europa per promocionar les seves idees. El seu llibre fou molt benvingut per Gustave Moynier, un jurista president de la Societat pel Benestar Públic, de Ginebra. Llurs membres el van examinar amb deteniment i van decidir fundar, el 17 de febrer de 1863 el Comitè Internacional de la Creu Roja. Els cinc membres van ser el mateix G. Moynier, el mateix H. Dunant, el general d'exèrcit Henri Dufour, i els doctors Louis Appia i Théodore Maunoir. De seguida va haver-hi desavinences entre Dunant, que defensava la total neutralitat de l'organització, i Moynier, que la veia fora de lloc.
El mateix 1863 catorze estats van prendre part en una reunió a Ginebra organitzada pel comitè per discutir sobre el tracte als soldats ferits en períodes de guerra. Un any més tard, el 1864, el parlament suís va organitzar una conferència diplomàtica fruit de la qual nasqué la Convenció de Ginebra, la qual signaren dotze països.

## Període per oblidar
L'abril de 1867 la Crédit Genevois va fer fallida; l'escàndol va esquitxar en Henri. La Cort de Ginebra va condemnar Dunant per pràctiques enganyoses en la gestió dels deutes. Tota la seva família també es va veure afectada per tenir inversions a la societat en bancarrota. Aprofitant l'ocasió, Moynier, que era el president del Comitè Internacional de la Creu Roja, va esforçar-se perquè Dunant en fos expulsat. Els anys posteriors Moynier va utilitzar les seves influències perquè Dunant no rebés suport de ningú. Més tard és expulsat de la Young Men's Christian Association.
Dunant deixa Ginebra el 1867 per no tornar-hi mai més. Es va traslladar a París, on va viure en condicions precàries. Malgrat els esdeveniments, els seus plans i idees humanitàries no es van aturar. Durant la guerra francoprussiana (1870-1871), va fundar la Allgemeine Fürsorgegesellschaft (o Societat d'Ajuda Comuna), i poc després la Allgemeine Allianz für Ordnung und Zivilisation (o Aliança Comuna per l'Ordre i la Civilització). Va promoure les negociacions de desarmament, i per la creació d'una cort internacional que actués de mitjancera en els conflictes internacionals. Més tard va treballar per la construcció d'una biblioteca mundial, una idea que tingué ressò en projectes posteriors com els de la UNESCO. També va defensar la creació d'un estat jueu al territori de Palestina.
Els deutes econòmics continuaven, i la seva vida transcorria en la pobresa. Tot i ser membre honorari de les societats nacionals de la Creu Roja d'Àustria, Països Baixos, Suècia, Prússia i Espanya, fou oblidat en els discursos del creixent Moviment de la Creu Roja. Entre 1874 i 1886 es va traslladar a diferents indrets, com Stuttgart, Roma, Corfú, Basel, Karlsruhe i definitivament a una infermeria de Heiden (Suïssa).
A Heiden va conèixer el matrimoni de Susanna i Wilhelm Sonderegger a qui va explicar les seves vivences amb la finalitat de què promoguessin les seves idees. Molts anys més tard, el fill Sonderegger va publicar una compilació de cartes entre Dunant i el seu pare Wilhelm.

## Retorn a la memòria pública: Premi Nobel
El setembre de 1895 el diari Die Ostschweiz publica un article amb el títol Henri Dunant, el fundador de la Creu Roja. L'article va ser ràpidament reimprès a nombroses publicacions de tot Europa. A partir de llavors, Dunant finalment va rebre el reconeixement que li esqueia: el premi Binet-Fendt de la Confederació Helvetica, una nota del papa Lleó XIII, suport econòmic de Maria Feodorovna (vídua del tsar de Rússia), etc.
El 1897 Rudolf Müller, un amic que va fer a Stuttgart, va escriure un llibre sobre els orígens de la Creu Roja i el paper de Dunant, al qual va annexar les memòries de Solferino. Dunant va començar a escriure articles, especialment sobre els drets de les dones, i a mantenir correspondència amb Bertha von Suttner. El 1897 va participar en la fundació de l'organització de dones Creu Verda.
Finalment el 1901 va rebre el Premi Nobel de la Pau, en la seva primera convocatòria, pel seu paper en la fundació del Moviment Internacional de la Creu Roja, i per iniciar la Convenció de Ginebra. Va compartir el premi amb el pacifista francès Frédéric Passy, fundador de la Lliga per la Pau i col·laborador junt amb Dunant en l'Aliança per l'Ordre i la Civilització. La guinda la va posar la felicitació i reconeixement oficials que va rebre del Comitè Internacional, qui també havia estat nominat al premi.
El fet de dividir el premi va ser un precedent per la selecció dels futurs premis Nobel de la Pau, sense contradir el testament d'Alfred Nobel. El premi hauria d'atorgar-se als individus que haguessin treballat per reduir o eliminar conflictes bèl·lics o per promoure directament conferències de pau, la qual cosa va fer el pacifista Passy. Per una altra banda, el premi també hauria d'atorgar-se als individus que millor haguessin representat la germanor de les persones, el que va complir el treball humanitari de Dunant.

## Els darrers anys de vida

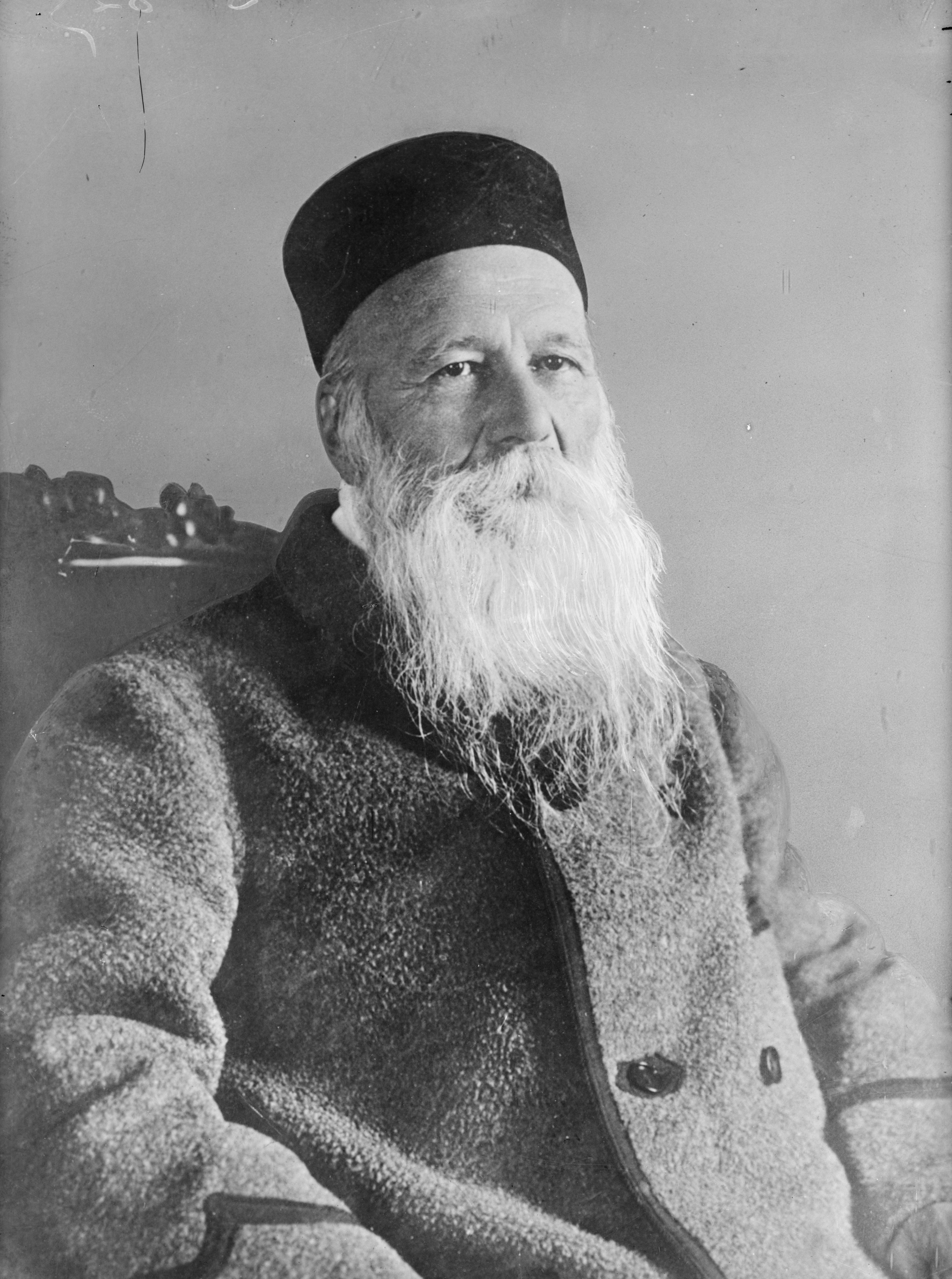
Jean Henri Dunant.

El 1903 Dunant va rebre el doctorat honoris causa de la facultat de medicina de la Universitat de Heidelberg. Durant els darrers anys de vida, Dunant va patir depressió i paranoia, perquè estava obsessionat amb Moynier amb qui mai es van reconciliar iamb les persecucions dels seus creditors.
El 30 d'octubre de 1910 Henri Dunant morí a la població de Heiden, situada al cantó d'Appenzell Ausser-Rhoden. Va ser enterrat, d'acord amb el seu desig, al cementiri de Sihlfeld, a Zúric. Al seu testament, destinava part dels seus diners als creditors, perquè encara tenia deutes; una altra part la va destinar a amics, organitzacions de caritat de Noruega i Suïssa, i en especial per proveir un sostre als pobres que s'allotgessin a la infermeria de Heiden (actualment alberga el Museu Henri Dunant).
El seu aniversari, el 8 de maig, se celebra el Dia Mundial de la Creu Roja i de la Mitja Lluna Roja. Són molt nombrosos els carrers, places i escoles de Ginebra que porten el seu nom. La Medalla Henri Dunant és el màxim guardó que atorga cada dos anys el Moviment Internacional de la Creu Roja i de la Mitja Lluna Roja.